# ニーナ・ホス
ニーナ・ホス（Nina Hoss, 1975年7月7日 - ）は、ドイツ出身の女優。

## 略歴
1975年に西ドイツのシュトゥットガルトで政治家ヴィリ・ホスと女優ハイデマリー・ローヴェダーの間に生まれる。
7歳でラジオドラマに出演、14歳で舞台デビューし、その後、ベルリンのエルンスト・ブッシュ演劇学校で学ぶ。
ホスは2014年7月7日に発売されたアルバム『Futurology』で、ウェールズのロックバンド、マニック・ストリート・プリーチャーズとのデュエット曲「Europa geht durch mich」（「ヨーロッパは私を通り抜ける」）を録音しました。

## 出演作品

### 映画
- スキャンダラス・クライム Das Mädchen Rosemarie (1996) - ローズマリー
- 素粒子 Elementarteilchen (2006) - ジェーン
- ベルリン陥落1945 Anonyma - Eine Frau in Berlin (2008) - 主人公（名無し）
- ブラッディ・パーティ Wir sind die Nacht (2010) - ルイーズ
- 東ベルリンから来た女 Barbara (2012) - バルバラ
- 誰よりも狙われた男 A Most Wanted Man (2014) - イルナ・フライ
- あの日のように抱きしめて Phoenix (2014) - ネリー
- 男と女、モントーク岬で Return to Montauk (2017) - レベッカ
- ザ・コントラクター The Contractor (2022) - カティア
- TAR/ター TÁR (2022) - シャロン・グッドナウ

### テレビ
- HOMELAND Homeland (2014-2015,2017) - アストリッド
- クリミナル: ドイツ編 Criminal: Germany (2019) - クラウディア・ハートマン ※シーズン1エピソード3
- トム・クランシー/CIA分析官 ジャック・ライアン Tom Clancy's Jack Ryan（2022） - アレナ・コヴァチ ※シーズン3